# Престон (Меріленд)
Престон (англ. Preston) — місто (англ. town) в США, в окрузі Керолайн штату Меріленд. Населення — 673 особи (2020).

## Географія
Престон розташований за координатами 38°42′36″ пн. ш. 75°54′27″ зх. д. / 38.71000° пн. ш. 75.90750° зх. д. (38.710133, -75.907554).  За даними Бюро перепису населення США в 2010 році місто мало площу 1,49 км², з яких 1,48 км² — суходіл та 0,01 км² — водойми. В 2017 році площа становила 1,41 км², з яких 1,40 км² — суходіл та 0,01 км² — водойми.

## Демографія
Згідно з переписом 2010 року, у місті мешкало 719 осіб у 264 домогосподарствах у складі 190 родин. Густота населення становила 484 особи/км².  Було 295 помешкань (199/км²).
Расовий склад населення:
| - 89,0 % — білих - 6,3 % — чорних або афроамериканців - 1,1 % — азіатів - 0,4 % — корінних американців |

До двох чи більше рас належало 2,8 %. Частка іспаномовних становила 1,0 % від усіх жителів.
За віковим діапазоном населення розподілялося таким чином: 27,1 % — особи молодші 18 років, 60,8 % — особи у віці 18—64 років, 12,1 % — особи у віці 65 років та старші. Медіана віку мешканця становила 35,2 року. На 100 осіб жіночої статі у місті припадало 98,6 чоловіків;  на 100 жінок у віці від 18 років та старших — 95,5 чоловіків також старших 18 років.
Середній дохід на одне домашнє господарство  становив 67 136 доларів США (медіана — 62 500), а середній дохід на одну сім'ю — 78 223 долари (медіана — 66 806). За межею бідності перебувало 11,0 % осіб, у тому числі 17,6 % дітей у віці до 18 років та 6,2 % осіб у віці 65 років та старших.
Цивільне працевлаштоване населення становило 434 особи. Основні галузі зайнятості: освіта, охорона здоров'я та соціальна допомога — 25,8 %, роздрібна торгівля — 14,5 %, публічна адміністрація — 9,9 %, мистецтво, розваги та відпочинок — 8,1 %.